# جوزيبي فيسينزى
جوزيبي فيسينزى (بالإيطالية: Giuseppe Visenzi)‏ مواليد 22 يناير 1941 في بريشا، هو متسابق دراجات نارية إيطالي. نافس في سباقات بطولة العالم لفئة 350 سي سي ولفئة 250 سي سي ولفئة 125 سي سي ولفئة 50 سي سي. بدأ المنافسة في بطولة العالم سنة 1962. أفضل موسم له كان موسم سنة 1969 عندما جاء في المركز الثالث في بطولة العالم لفئة 350 سي سي خلف كل من جياكومو أغوستيني وسيلفيو جراسيتي.

## روابط خارجية
- جوزيبي فيسينزى على موقع MotoGP.com (الإنجليزية)
- جوزيبي فيسينزى على موقع CONI honoured athlete website (الإيطالية)